# Axel Grandell
Axel Mikael Grandell, född 1 augusti 1899 i Nagu, död 6 november 1993 i Åbo, var en finländsk  företagsekonom. Han var bror till Leonard Grandell. 
Grandell blev filosofie doktor 1945. Han inledde sin karriär som bokförare vid Pargas kalk 1922–1933 och undervisade från 1930 i företagsekonomi vid Handelshögskolan vid Åbo Akademi, där han 1944 blev kallad att sköta professuren i handelsteknik, från och med 1948 företagsekonomi. Han var 1951–1965 innehavare av den ordinarie professuren i ämnet och 1957–1965 rektor för handelshögskolan, som under hans ledning utvecklades till en självständig enhet med gott anseende.
Grandell forskade bland annat i redovisningens historia och blev landets främste expert på området. Bland hans arbeten märks Äldre redovisningsformer i Finland (1944), Redovisningens utvecklingshistoria (1972) och Historiska studier i folkliv, handelsteknik och redovisning (1989).